# Rue des Orchidées
La rue des Orchidées est une voie située dans le quartier de la Maison-Blanche du 13e arrondissement de Paris, en France.

## Situation et accès
Elle fait partie des rues qui composent la Cité florale.
La rue des Orchidées est desservie à proximité par la ligne 3a du tramway d'Île-de-France.

## Origine du nom
Elle fait partie des rues qui composent la Cité florale, auxquelles a été attribué le nom d'une fleur ou d'une plante, ici les orchidées.

## Historique
La rue est ouverte en 1928, sur les terrains de la société Aédès, et prend sa dénomination actuelle la même année.

## Bâtiments remarquables et lieux de mémoire
Le côté des numéros impairs est composé de maisons de ville accolées les unes aux autres.

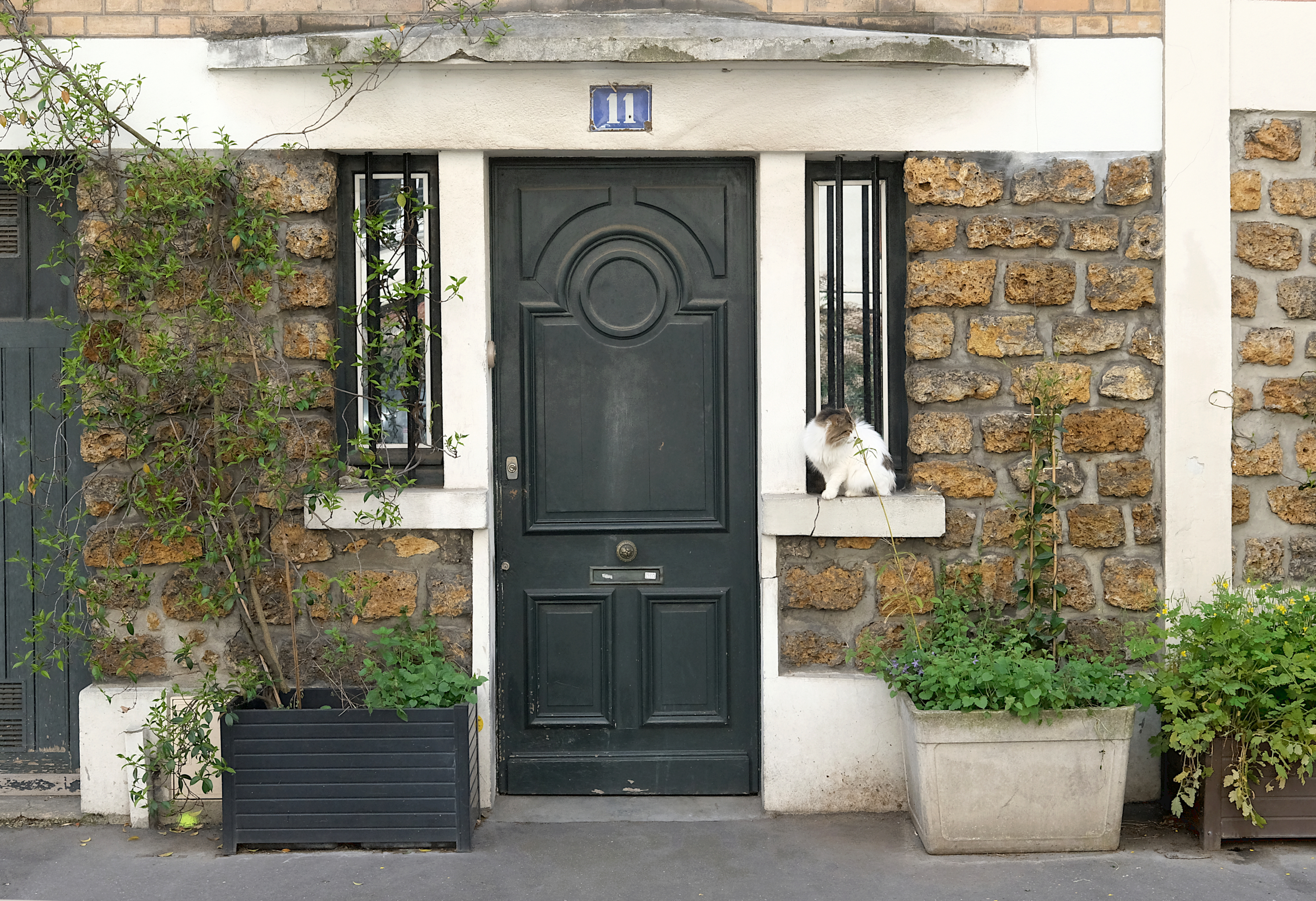
Le numéro 11.
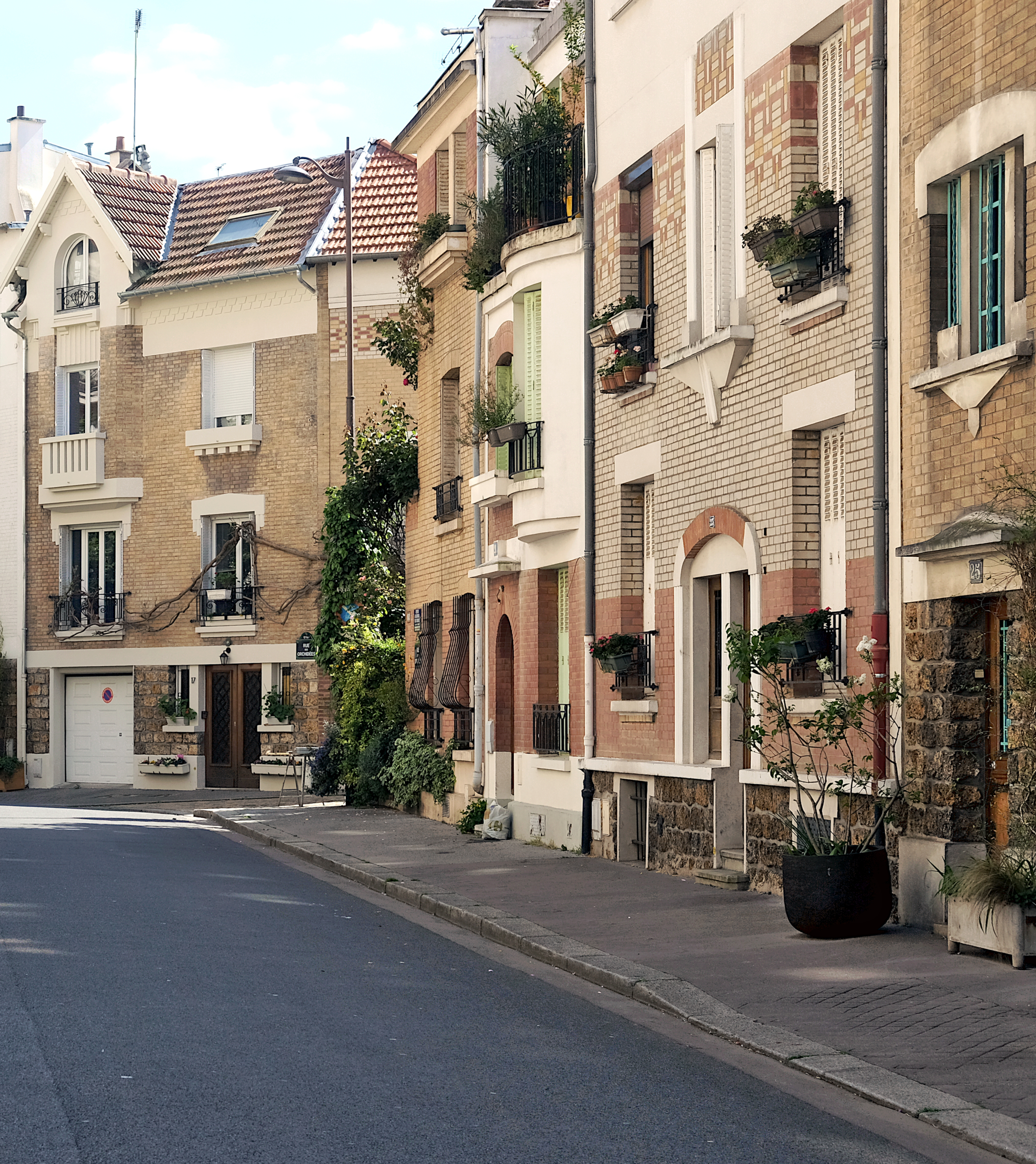
Les numéros 17 à 25.